# Під Покровом Тризуба
«Під Покровом Три́зуба» — всеукраїнський (з 2019) історично-музичний фестиваль, який проходить у м. Боярка щорічно від 2016 р. Захід спрямований на вшанування борців за українську Незалежність та її територіальну цілісність. Організаторами фестивалю з 2016 року є ГО «Валькірія» та Боярська міська рада. З 2019 — Міністерство молоді та спорту України, ГО «Валькірія», Київська обласна державна адміністрація, Боярська міська рада.

## Історія фестивалю

### 2013р.
В Боярці був збудований благодійним фондом «Героїка» комплекс поховань воїнів Армії УНР. До його становлення долучилися місцеві активісти, які згодом стали ядром команди організаторів «Під Покровом Тризуба». Ідея заснування фестивалю належить уродженці Боярки та історику Марині Мірзаєвій.

### 2016р.
Вперше фестиваль відбувся у жовтні 2016 р. до дня Покрови. Тоді ж у рамках «Під Покровом Тризуба» було відкрито у Боярці меморіальну дошку генералу-хорунжому армії УНР Всеволоду Петріву.
Фестиваль проходив у парку Шевченка два дні.

### 2017р.
У жовтні 2017 р. фестиваль відбувся у парку Перемоги (там проходить і до сьогодні). За браком фінансових можливостей захід тривав один день, втім це не завадило організувати наповнений лекціями та музикою час. О другій ночі на фестивалі презентували фільм «Червоний» за участі режисера кінострічки Заза Буадзе. Фестивальники дивилися історичний бойовик про воїна УПА Данила Червоного, гріючись біля бочок із вогнем, які нагадували Майдан часів Революції гідності.

### 2018р.
Через півроку, у 2018 р., фестиваль відбувся втретє. В травні тепла погода дозволила облаштувати для приїжджих гостей наметове містечко. Фестиваль був дводенним і вперше за свою історію потужно прогримів завдяки добрій музичній та лекційній програмам. До проведення фестивалю долучився Національний музей історії України. 

### 2019р.
У 2019 р. «Під Покровом Тризуба» відбувся вчетверте 25-26 травня. До організаторів долучилося також Міністерство молоді та спорту України, Відділ Національно-патріотичного виховання Міністерства молоді та спорту України та Управління молодіжної політики та національно-патріотичного виховання КОДА. Фестиваль на четвертий рік існування вийшов на рівень всеукраїнського заходу. У програмі «Під Покровом Тризуба-2019» присутня військово-історична реконструкція бою армії УНР проти більшовиків, лицарський турнір, гутірки, лекції, виставки, дитячі забавлянки, алея майстрів, а також потужна музична програма. На сцені фестивалю виступали Танок на майдані Конґо, KOZAK SYSTEM, KARNA, MOTANKA, КораЛЛі, Роллік'с (гурт) та багато інший рок, фольк, метал гуртів.

## Коріння фестивалю
«Під Покровом Тризуба» має своє оригінальне коріння, адже організаторам нічого не доводилося вигадувати. Київщина глибоко пов'язана з традиціями України та є невід'ємною частиною її державотворчих процесів, випромінює справжній український дух, що намагалися знищити вороги української нації. Завдяки свідомим людям та фестивалю «Під Покровом Тризуба» цей дух відроджується.

## Особливості «Під Покровом Тризуба»
- Виник у місті Боярка, яке відоме в Україні та за її межами легендою про Павку Корчагіна — головного героя роману «Як гартувалась сталь» Миколи Островського. До проведення фестивалю саме ця легенда була історичною візитівкою міста, яка підтримувалися місцевим музеєм та деякими політиками. Організатори «Тризуба» завдяки популяризаторській роботі все ж змінили символи міста. Тепер сюди їздять на фестиваль і до славних історичних місць періоду Української Революції 1917—1921 рр., а не у «город комсомольской славы».
- Організатори «Під Покровом Тризуба» вважають, що є військово-історичним фестивалем, тому невід'ємною частиною лекцій, які відбуваються присвячені визвольним змаганням українців у минулих століттях. З 2018 р. утворилася локація мілітарі зона, яка відтворює образ та побут українського вояцтва часу УНР (Українська Народна Республіка) та УПА (Українська повстанська армія). Також невід'ємною частиною локації є участь українських військових — учасників російсько-української війни.
- Традиційною для фестивалю стає військово-історична реконструкція.

## Засновники фестивалю
ГО «Валькірія»:
- Марина Мірзаєва — історик, громадський діяч, голова ГО «Валькірія»
- Тетяна Мірзаєва — бухгалтер, громадський діяч, член ГО «Валькірія»
- Катерина Овінова — фольклорист, громадський діяч, член ГО «Валькірія»
- Леся Нечипоренко — юрист, громадський діяч, член ГО «Валькірія»